# عليا بشناق
عليا بشناق (19 ديسمبر 2000) ، هي لاعبة المنتخب الأردني لألعاب القوى ضمن تخصص المسافات القصيرة ، كانت قد بدأت ممارسة رياضة ألعاب القوى في عام 2012 وانضمت إلى صفوف المنتخب الأردني عام 2015 ، تأهلت في عام 2021 إلى دورة الألعاب الأولمبية (طوكيو 2020).
التأهل إلى أولمبياد طوكيو
اختيرت عداءة المنتخب الأردني لألعاب القوى، عليا بشناق ، لتمثيل الأردن في طوكيو، وستشارك «بشناق» في منافسات المسافات القصيرة بدورة الألعاب الأولمبية القادمة وجاء اختيارها لتمثيل رياضة ألعاب القوى الأردنية بفضل أرقامها المتقدمة وسجلاتها خلال السنوات الماضية.

## أبرز الانجازات
تعتبر عليا بشناق أول لاعبة أردنية تتأهل إلى بطولة العالم للناشئين والناشئات عام 2017 وتوجت بميداليتين ذهبيتين في سباقي 200 و400 متر بالبطولة العربية للناشئات وفازت كذلك بالميدالية الذهبية ضمن فئة الشابات لسباق 200 متر في البطولة العربية عام 2018 وفي نفس النسخة توجت بفضية سباق 400 متر.